# Place Jean-Jaurès (Montpellier)
Pour les articles homonymes, voir Place Jean-Jaurès.
La place Jean-Jaurès est une place de Montpellier.

## Situation et accès
Située dans l'Écusson, le centre médiéval de la ville, la place est bordée par la rue de la Loge, à son intersection avec la rue de l'Aiguillerie. À proximité immédiate s'élèvent les Halles Castellane.
La place Jean-Jaurès dessine un triangle d'une cinquantaine de mètres de côté. Elle est en légère pente.
La place Jean-Jaurès est piétonne. Elle reçoit les terrasses des nombreux bars et restaurants qui la bordent, ce qui en fait un lieu de sortie très apprécié par les étudiants de la ville.

## Origine du nom
Le nom de la place fait référence à Jean Jaurès (1859-1914), homme politique socialiste français.

## Historique
La place occupe l'espace libéré par la démolition de l'ancienne église Notre-Dame-des-Tables en 1794. Il en subsiste la crypte, accessible par un escalier, qui accueille le musée de l'histoire de Montpellier. Cette église romane, bâtie au XIe siècle, avait pris le nom de Notre-Dame-des-Tables au XIIe siècle, lorsque des changeurs de monnaie se sont installés devant ses murs. Elle ne doit pas être confondue avec l'actuelle église de ce nom, située un peu plus loin dans l'Écusson.
L'église Notre-Dame-des-Tables a subi plusieurs destructions successives au cours des XVIe et XVIIe siècles, agités par les guerres de religion. Après sa destruction définitive pendant la Révolution, des halles furent érigées en 1806 au-dessus de la crypte, demeurée intacte. Les halles ont été à leur tour démolies en 1913, ce qui a permis de redécouvrir les fondations de l'église ainsi que des ossuaires et des caveaux funéraires.
En surface, s'y trouve la statue de l'ancien homme politique éponyme. La place porte son nom depuis l'épisode de la révolte des vignerons du Languedoc en 1907. Durant cet incident, Jean Jaurès avait su se joindre à la cause du milieu viticole, dans une région de petites exploitations coopératives historiquement marquée à gauche, politiquement. Il avait manifesté son soutien au travers d'un discours exprimé sur cette place.
En sous-sol se trouve la crypte de l'ancienne église Notre-Dame-des-Tables détruite en 1794 et où est installé le musée de l'histoire de Montpellier.

## Bâtiments remarquables et lieux de mémoire
- Statue de Jean Jaurès, réplique de celle de Castres.

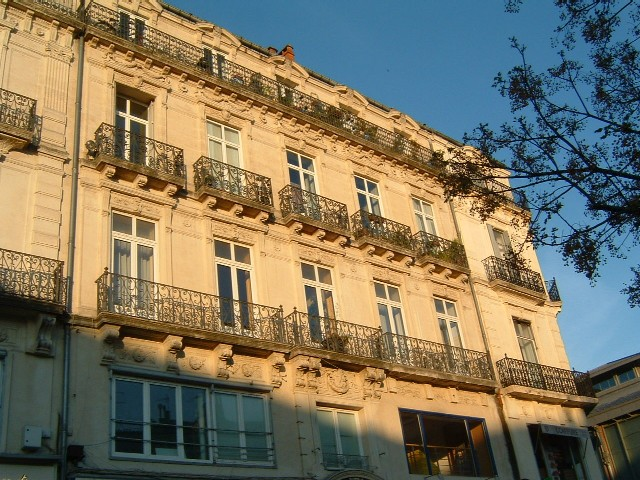
Juin 2003, vue d'un immeuble du XIXe siècle autour de la place.
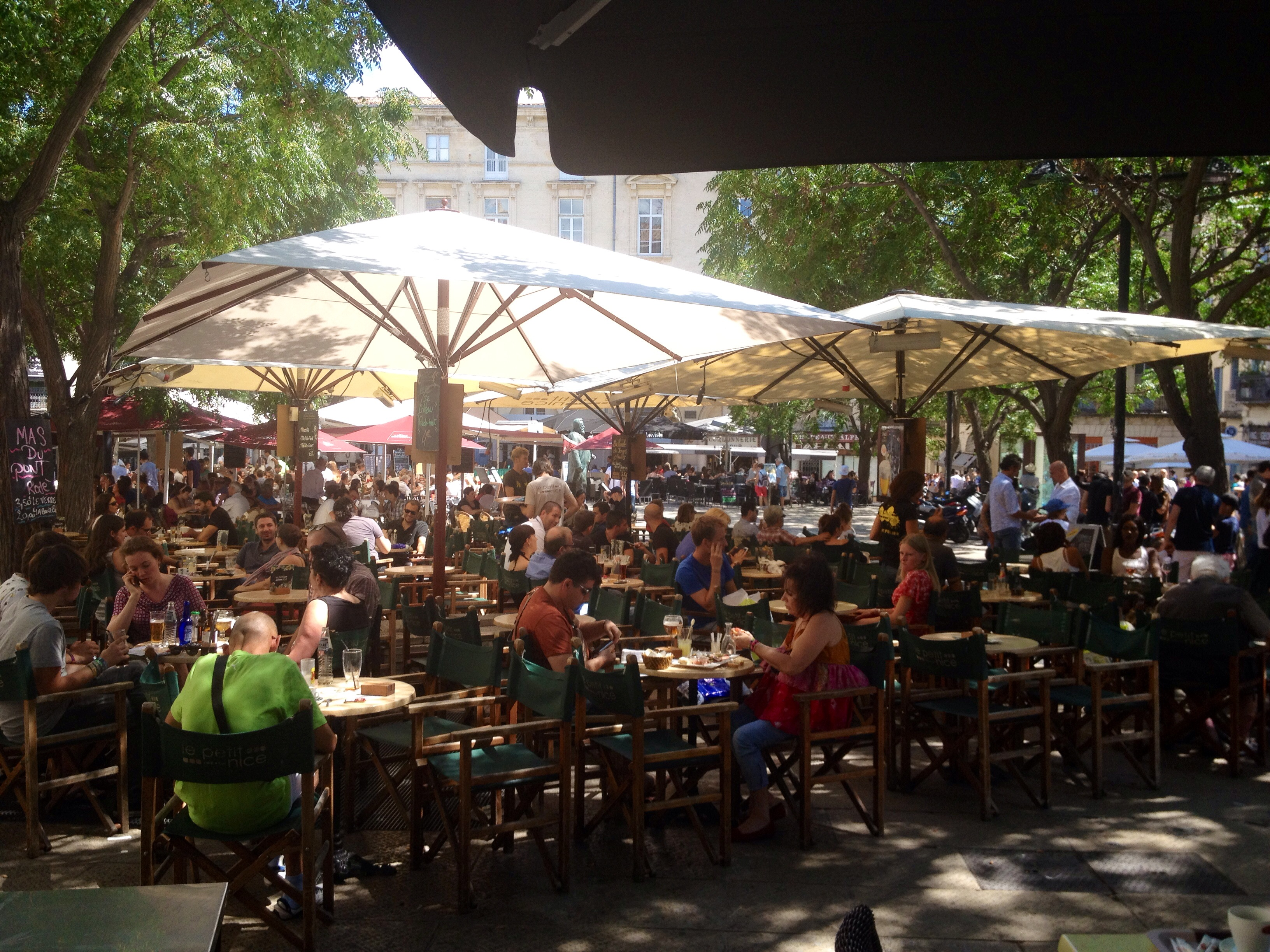
Août 2014, vue des terrasses de cafés ombragées sur la place.
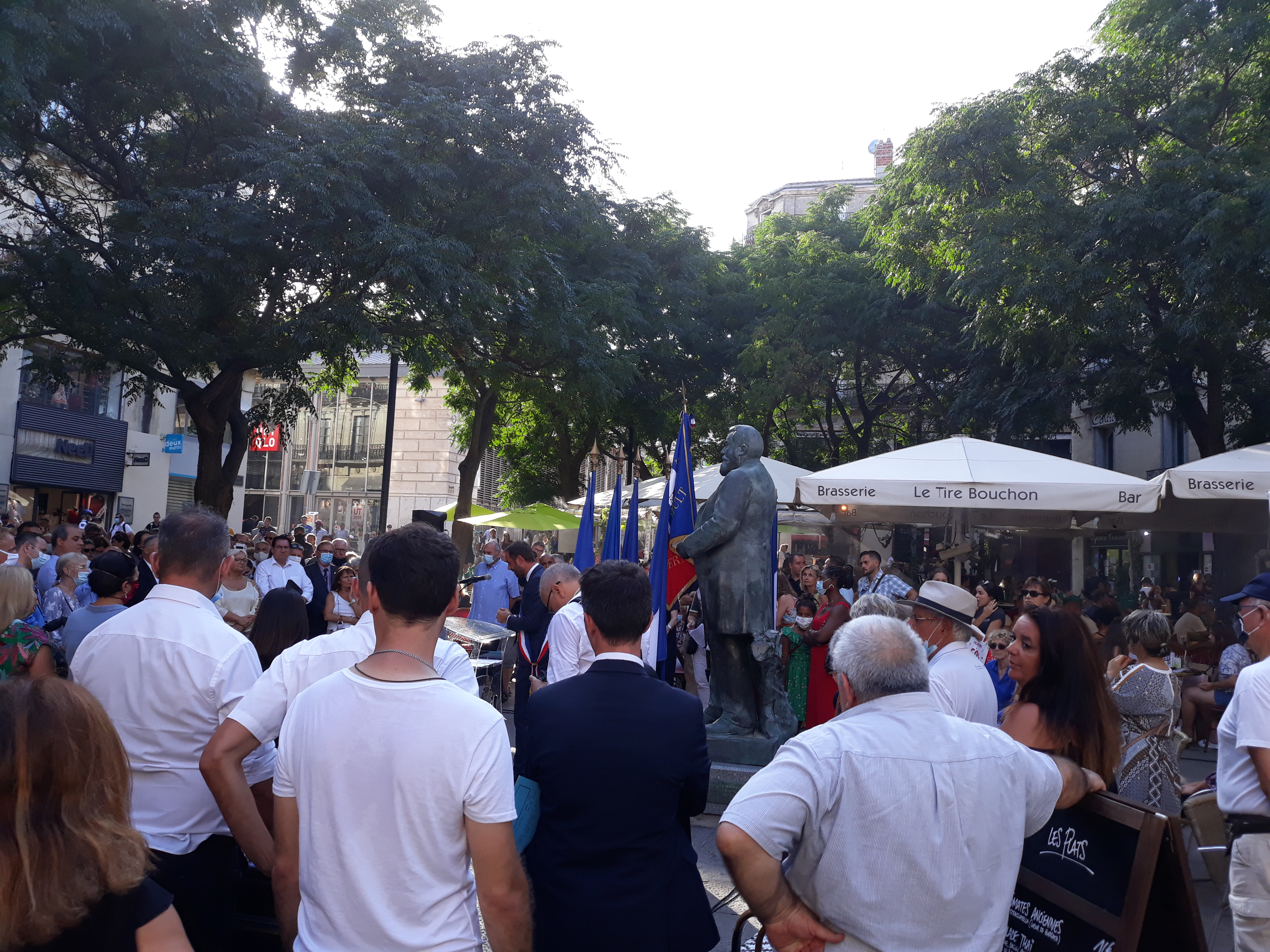
Discours du maire Michaël Delafosse, le 31 juillet 2020, à l'occasion de l'anniversaire du décès de Jean Jaurès.
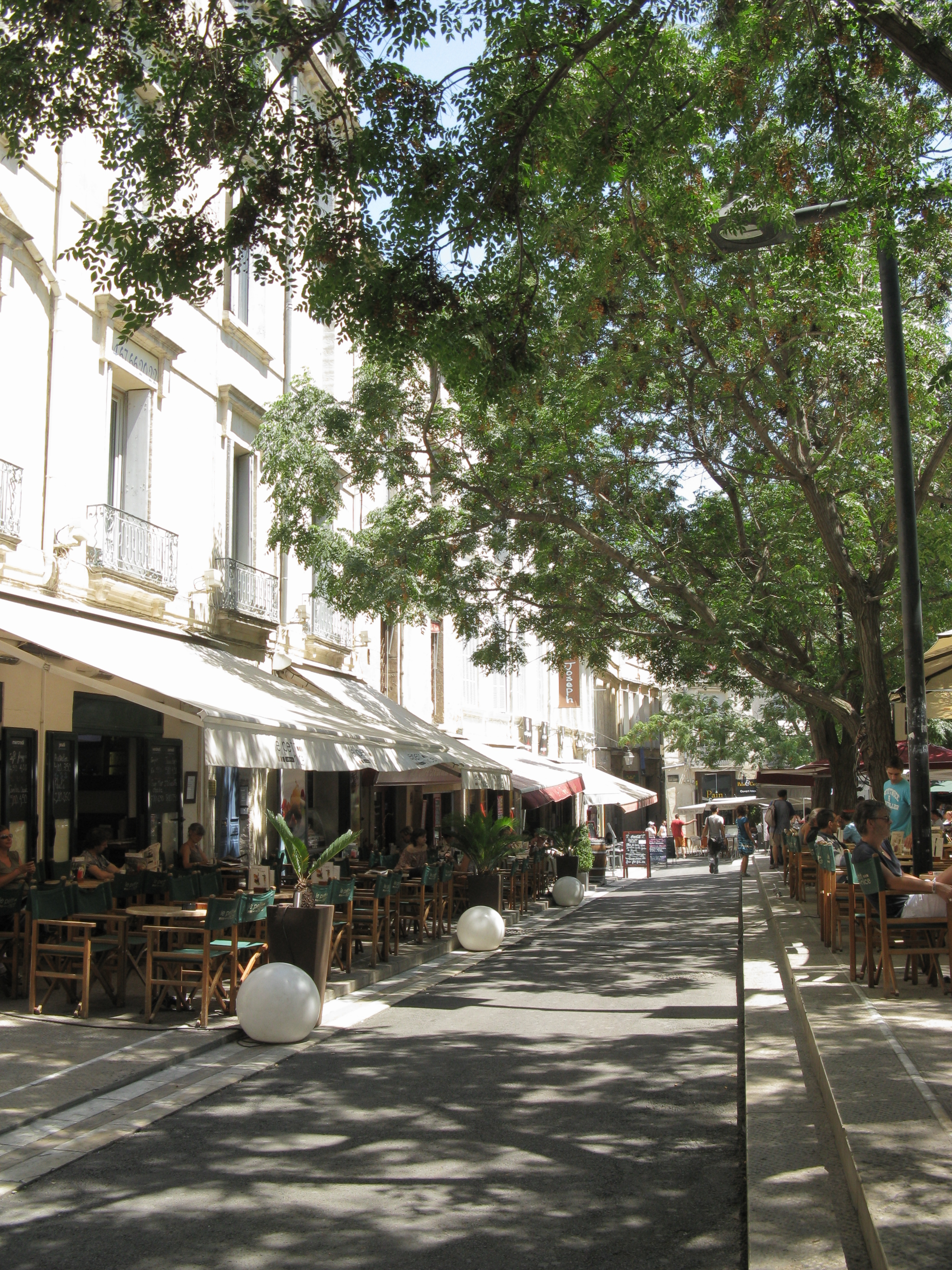
Juillet 2010, vue de l'allée bordant les cafés de la place.
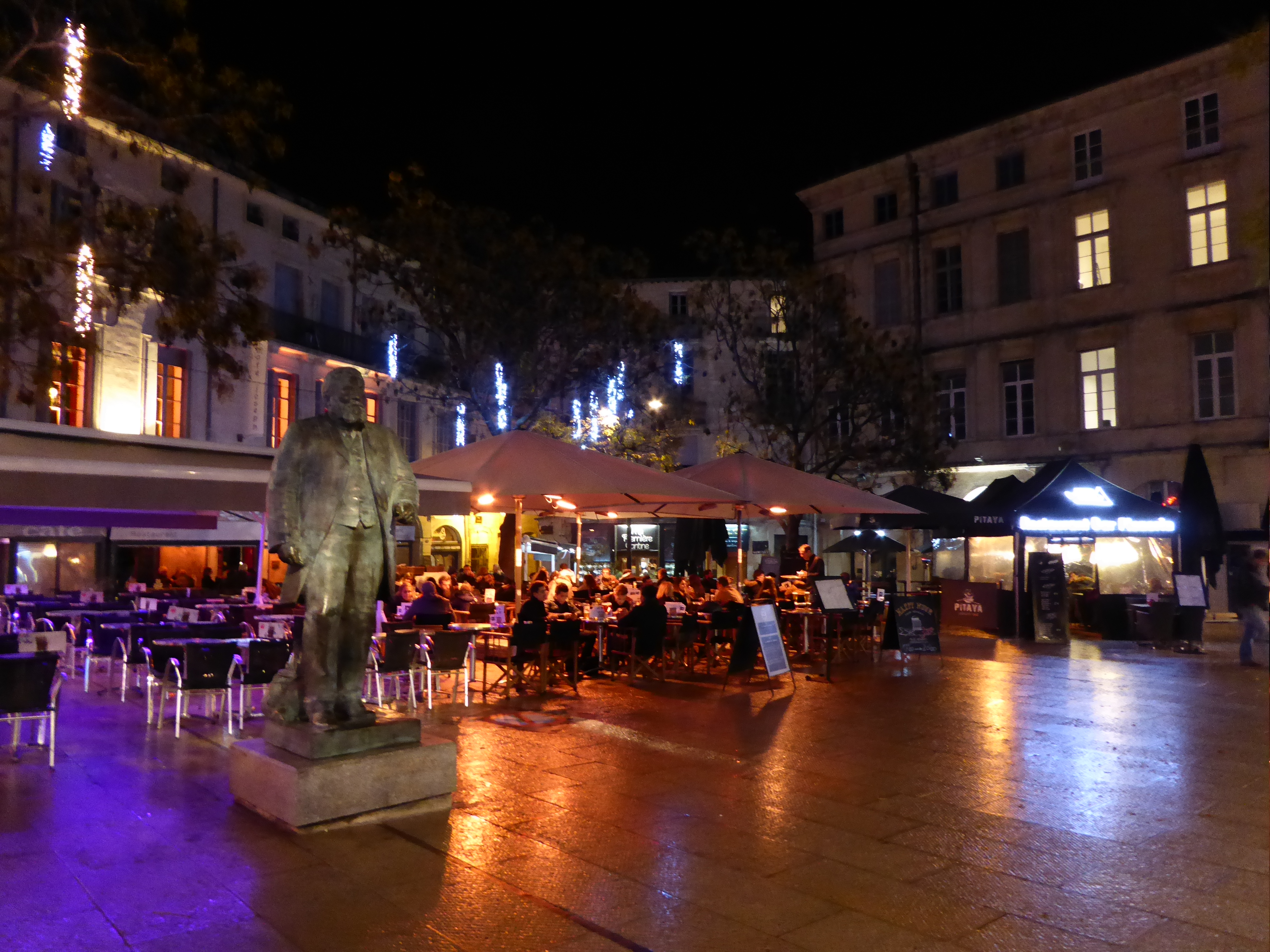
Décembre 2016, cafés et bars en soirée.